# Marcipa douala
Marcipa douala är en fjärilsart som beskrevs av Jean Pelletier 1975. Marcipa douala ingår i släktet Marcipa och familjen nattflyn. Inga underarter finns listade i Catalogue of Life.